# Resolução 21 do Conselho de Segurança das Nações Unidas
Resolução 21 do Conselho de Segurança das Nações Unidas, aprovada em 2 de abril de 1947, colocou a ex-Ilhas do Pacífico alemães no norte do Equador, que foram anteriormente do Japão pela Liga das Nações, sob o regime de tutela. O Conselho de Segurança declarou 16 Artigos sob o qual havia aprovado os termos. E declarou que os Estados Unidos são autoridade administradora e deu-lhe permissão para militarizar o território.
Foi aprovada por unanimidade.